# Honda Wallaroo
De Honda Wallaroo is een scooter die van 1989 tot 2003 gemaakt werd door auto- en motorfabrikant Honda. Het werd de opvolger van de Honda Camino. Er werden 2 versies verkocht: de 25 km/h uitvoering of de 45 km/h, beide met een cilinderinhoud van 49cc (50cc). De aandrijflijn is een luchtgekoelde tweetaktmotor met een variosysteem.